# Bakool

Bakool (somaliska: Bakool) är en region  (gobolka) i centrala Somalia. Regionen har en beräknad befolkning på 226 000 invånare. Regionhuvudstaden är Xuddur.